# Húnavatnshreppur
Húnavatnshreppur – gmina w północnej Islandii, w regionie Norðurland vestra, rozciągająca się od zatoki Húnafjörður (część zatoki Húnaflói) aż po górzyste wnętrze wyspy w okolicach lodowców Hofsjökull i Langjökull. Obszar gminy obejmuje dużą część dorzecza rzeki Blanda i jej dopływu Svartá (we wschodniej części) oraz rzeki Vatnsdalsá (w zachodniej części). Końcowy odcinek Vatnsdalsá przyjmuje postać jeziora o nazwie Húnavatn, od którego wzięła się nazwa gminy. W północnej części gminy znajdują się również inne większe jeziora: Svínavatn oraz lagunowe Hóp. W jeziora obfituje również środkowa część gminy. W tej samej części znajduje się również jeden z większych zbiorników wodnych na Islandii – Blöndulón. Wyższe szczyty górskiej znaleźć można w południowej części gminy w okolicach lodowców oraz w północnej części (masyw Vatnsdalsfjall). Obszar źródliskowy rzeki Blanda i jej dopływów oraz podmokłe tereny w tej okolicy są chronione w ramach rezerwatu Guðlaugstungur, chronionych w ramach konwencji ramsarskiej.

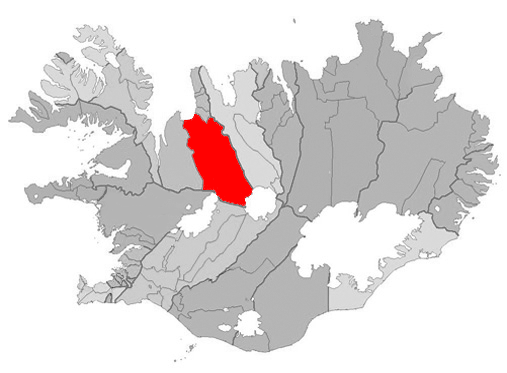
Położenie gminy Húnavatnshreppur na mapie administracyjnej kraju

Gmina jest bardzo słabo zaludniona – łącznie mieszka tam około 400 mieszk. (2018). Brak jest większych skupisk ludności. Rozproszone osadnictwo występuje w dolnych biegach obu rzek w północnej części gminy. W tej części przebiega przez gminę droga krajowa nr 1. Przez znaczną część gminy, z północy na południe, przebiega jedna z najbardziej znanych dróg górskich w Islandii droga F35, zwana również Kjölur lub Kjalvegur, od nazwy przełęczy, którą trzeba pokonać w środkowej Islandii.
Gmina powstała w 2004 roku z połączenia gmin: Bólstaðarhlíðarhreppur, Sveinsstaðarhreppur, Svínavatnshreppur i Torfalækjarhreppur.